# Namibia Berufsjagdverband
Der Namibia Berufsjagdverband (englisch Namibia Professional Hunting Association), meist nur kurz NAPHA ist der Berufsverband der Jagdführer, Meisterjagdführer und Berufsjäger sowie verwandter Personen in Namibia. Er hat seinen Sitz im Windhoeker Stadtteil Klein Windhoek. Der Verband unterhält ein nahes Verhältnis zum namibischen Ministerium für Umwelt und Tourismus und ist maßgeblich beteiligt bei der Formulierung neuer Gesetzgebungen in den Bereichen Wildschutz und Wildsicherheit.
Der Verband wurde 1974 gegründet, um Namibia als internationales Jagdreiseziel zu fördern und das namibische Jagdrecht zu schützen. Heute (Stand 2018) zählt der Verband über 400 Mitglieder.